# Alvis 12/40
Der Alvis 12/40 war ein PKW, den Alvis von 1922 bis 1924 als Nachfolger des Modells 11/40 fertigte.
Der Wagen hatte einen Vierzylinder-Reihenmotor mit seitlich stehenden Ventilen. Der mit einem einzelnen Solex-Vergaser ausgestattete Motor mit 1598 cm³ Hubraum leistete 30 bhp (22 kW) bei 3800/min.
Der 12/40 war als viersitziger Tourenwagen oder zweisitziger Sports Tourer (Roadster) verfügbar. Die Starrachsen vorn und hinten waren an halbelliptischen Blattfedern aufgehängt. Die Höchstgeschwindigkeit betrug 96 km/h.
Nachfolger des 12/40 wurde 1924 der Alvis 12/50 SC; letzterer übernahm, jedenfalls bei den Straßenmodellen, die Fahrzeugabmessungen und den 1,6-Liter-Motor des 12/40, nun jedoch mit den obenhängenden Ventilen wie sie schon die bisherigen Modelle 12/50 SA und SB besaßen.